# Maria Gispert i Coll
Maria Gispert i Coll   (Sant Vicenç de Castellet, 12 d'octubre de 1904 - Caracas, 23 de gener de 1976) fou una escriptora i política catalana.
Era filla d'uns treballadors de la indústria tèxtil de Sant Vicenç de Castellet, Salvador Gispert i Emília Coll. De molt petita anà a viure a Sabadell amb els pares i estudià a l'Escola Industrial d'Arts i Oficis i al Centre de Dependents del Comerç i de la Indústria (CADCI) de Barcelona.
Iniciada en el món laboral com a administrativa, molt aviat ingressà al Sindicat Mercantil d'Empleats i Tècnics de Sabadell i, abans de la República, ja s'havia incorporat al Bloc Obrer i Camperol. Participà de forma brillant en mítings al costat de personatges com Andreu Nin o Joaquim Maurín i col·laborà en el Diari de Sabadell, El Poble, L'Impuls, La Batalla i La Humanitat. Durant la guerra milità en el POUM i dirigí el setmanari L'Impuls. En acabar la Guerra Civil, fou condemnada a 30 anys de presó, dels quals en complí set, i el 1946 aconseguí exiliar-se a Caracas.
A la capital veneçolana va ser secretària de Pau Vila i del Centre Català. Va obrir una llibreria, la Llibreria Mirador, que era punt de trobada dels exiliats catalans. És l'autora també de dues novel·les: Quan desperten els sentits (Tolosa, 1953) i Ombres i llum (Caracas, 1960).
L'octubre de 1985, l'Ajuntament de Sabadell posà el seu nom a un carrer de la ciutat.